# Effingham (Kansas)
Effingham – miasto położone w hrabstwie Atchison.